# 高飞 (迪士尼角色)
高飞（此英文單字「愚蠢的，傻傻的」意思）是迪士尼经典卡通形象之一，首次出现于1932年5月25日米奇老鼠卡通片《米奇的时事讽刺剧》（Mickey's Revue） 一片中扮演观众角色，當時名叫迪皮·道格（英語：Dippy Dawg），片中他发出的刺耳笑声令牠在观众中显得有点鹤立鸡群。高飞是一隻心地善良但脑袋瓜不大灵活的人，他是作为布鲁托的对比物出现的。在1992年的「高飛家族」動畫影集中，他有個兒子叫做麥斯·高飛（英語：Max Goof），而妻子早就去世，也有皮特與其家族作為他的鄰居。在米奇和朋友们迎解日常生活中问题的时候，高飞經常能起到喜剧调节剂的效果。現在他的本名是高飞·高孚（Goofy Goof）。而台灣於1990年代至2000年代期間，擔任高飛的中文配音員為陳明陽。

## 主要演出
- 經典短篇動畫
  - 主要演出高飛系列短篇動畫
- 高飛家族（英語：Goof Troop）
- 米老鼠群星會
  - 擔任服務生的工作。
- 高飛電影（英語：A Goofy Movie）
  - 第一個主演的長編動畫作品。美國1995年上映。78分鐘。
- 極限高飛電影（英語：An Extremely GoofyMovie）
  - 美國2000年上映。76分鐘。
- 米奇唐老鴨高飛三劍客（英語：Mickey, Donald, Goofy: The Three Musketeers）
  - 美國2004年上映。68分鐘。
- Happy Holidays with Darkwing Duck and Goofy
- 美國1991年上映。30分鐘。

## 人物設定
- 慣用手:左手
- 出生:1932年5月25日
- 職業:演員
- 汽車型號:依照登場作品而有所不同，但旅行車款式居多。

## 外部連結
- 高飛官方網站 （页面存档备份，存于）
- 高飛官方的Facebook專頁